# بارپوینت، نیو ساوت ولز
بارپوینت (به انگلیسی: Bar Point) یک حومه شهر در استرالیا است که در نیو ساوت ولز واقع شده‌است.